# 芦津渓谷
芦津渓谷（あしづけいこく）は、鳥取県八頭郡智頭町にある渓谷。芦津渓ともいう。
北股川上流の芦津から三滝ダムまでの大渓谷とその両岸を覆うブナやミズナラなどの巨木の原生林の森で、氷ノ山後山那岐山国定公園の区域に指定されている。
巨岩や断崖、急流、淵、瀬、滝など、その雄大な渓谷美は日本屈指といわれ、渓谷沿いの遊歩道は中国自然歩道として整備されている。また、水源として水源の森百選に選出されている。

## 見所
- 紅葉の森、水辺の森、昭和記念林
- 三滝（高さ21mの滝）、二ツの滝、薬研の滝、石うすの滝、滑の滝をはじめとする無数の滝群
- 三滝ダム（標高737m、外周に遊歩道と休憩所が整備されたダム湖）
- トロッコ道線路跡石垣
- 烏帽子岩、亀岩

## 所在地
- 〒689-1412 鳥取県八頭郡智頭町芦津

## 交通アクセス
- 智頭急行またはJR因美線、 智頭駅 から智頭町民すぎっ子バス芦津行（但し、2006年1月1日より土曜は2往復のみ、休日は全便運休となったため、注意が必要。）で「芦津」（一部の便はより奥の「倉谷」へ乗り入れ）下車し徒歩90分、または智頭駅から車で約30分

## 周辺
- 板井原集落
- 智頭宿